# Comitato di Tolna
Il comitato di Tolna (in ungherese Tolna vármegye, in latino Comitatus Tolnensis) è stato un antico comitato del Regno d'Ungheria, situato nell'attuale Ungheria centroccidentale. Capoluogo del comitato era la città di Szekszárd.

## Geografia fisica
Il comitato di Tolna confinava con gli altri comitati di Veszprém, Albareale, Pest-Pilis-Solt-Kiskun, Baranya e Somogy. Il comitato, che corrisponde quasi perfettamente all'attuale contea di Tolna, era prevalentemente pianeggiante e delimitato nettamente ad est dal corso del Danubio, mentre ad ovest e nordovest includeva le colline a sud del lago Balaton.

## Storia
Esistito per lunghi secoli nella storia ungherese, il comitato sopravvisse indenne lo smembramento del Regno d'Ungheria provocato dal Trattato del Trianon (1920) e mantenne la sua struttura pressoché inalterata fino alla grande riforma amministrativa ungherese del 1950. Attualmente corrisponde all'odierna contea di Tolna.